# عبدالواحد بلقزیز
عبدالواحد بلقزیز (عربی: عبد الواحد بلقزيز؛ زاده ۵ ژوئیهٔ ۱۹۳۹ – درگذشته ۱۹ اکتبر ۲۰۲۱) سیاست‌مدار اهل مراکش بود.
عبدالواحد بلقزیز در ۱۹ اکتبر ۲۰۲۱، در سن ۸۲ سالگی درگذشت.